# Lekkoatletyka na Letnich Igrzyskach Olimpijskich 2016 – sztafeta 4 × 400 m mężczyzn
Bieg sztafetowy 4 × 400 metrów mężczyzn – jedna z konkurencji lekkoatletycznych rozgrywanych podczas igrzysk olimpijskich w Rio de Janeiro. Zawody odbyły się 19 i 20 sierpnia 2016 roku.
Obrońcą złotego medalu olimpijskiego z 2012 roku była sztafeta Bahamów.
W zawodach wzięło udział 16 drużyn.

## Terminarz
Wszystkie godziny podane są w czasie brazylijskim (UTC-03:00) oraz polskim (CEST).
| Data             | Godzina rozpoczęcia | Godzina rozpoczęcia |            |
| Data             | UTC-03:00           | CEST                |            |
| ---------------- | ------------------- | ------------------- | ---------- |
| 19 sierpnia 2016 | 21:10               | 02:10               | Eliminacje |
| 20 sierpnia 2016 | 22:35               | 03:35               | Finał      |

## Rekordy
Tabela uwzględnia rekordy uzyskane przed rozpoczęciem rywalizacji.
|                                | Zawodniczka                                                                                                   | Wynik   | Miejsce     | Data                  |
| ------------------------------ | --- | ------- | ----------- | --------------------- |
| Rekord świata                  | Stany Zjednoczone · (Andrew Valmon, Quincy Watts, Butch Reynolds, Michael Johnson)                            | 2:54,29 | Stuttgart   | 22 sierpnia 1993(dts) |
| Rekord olimpijski              | Stany Zjednoczone · (LaShawn Merritt, Angelo Taylor, David Neville, Jeremy Wariner)                           | 2:55,39 | Pekin       | 23 sierpnia 2008(dts) |
| Najlepszy wynik w sezonie 2016 | Stany Zjednoczone Louisiana State University · (LaMar Bruton, Michael Cherry, Cyril Grayson, Fitzroy Dunkley) | 3:00,38 | Baton Rouge | 23 kwietnia 2016(dts) |

## Wyniki

### Runda eliminacyjna
Po trzy najlepsze drużyny z każdego biegu (Q) oraz 2 pozostałe z najlepszymi czasami (q) zakwalifikowały się do półfinałów.
Bieg 1
| Pozycja | Państwo           | Zawodnicy                                                              | Czas    | Uwagi                    |
| ------- | ----------------- | ---------------------------------------------------------------------- | ------- | ------------------------ |
| 1       | Jamajka           | Rusheen McDonald, Peter Matthews, Nathon Allen, Javon Francis          | 2:58,29 | Q,                       |
| 2       | Stany Zjednoczone | Arman Hall, Tony McQuay, Kyle Clemons, David Verburg                   | 2:58,38 | Q,                       |
| 3       | Botswana          | Isaac Makwala, Karabo Sibanda, Onkabetse Nkobolo, Leaname Maotoanong   | 2:59,35 | Q,                       |
| 4       | Polska            | Łukasz Krawczuk, Michał Pietrzak, Jakub Krzewina, Rafał Omelko         | 2:59,58 | q,                       |
| 5       | Francja           | Mame-Ibra Anne, Teddy Atine-Venel, Mamadou Kassé Hanne, Thomas Jordier | 3:00,82 | SB                       |
| 6       | Kolumbia          | Anthony Zambrano, Diego Palomeque, Carlos Lemos, Jhon Perlaza          | 3:01,84 |                          |
| 7       | Japonia           | Julian Walsh, Tomoya Tamura, Takamasa Kitagawa, Nobuya Katō            | 3:02,95 |                          |
| –       | Trynidad i Tobago | Jarrin Solomon, Lalonde Gordon, Deon Lendore, Machel Cedenio           | DSQ     | Przekroczenie linii toru |

Bieg 2
| Pozycja | Państwo         | Zawodnicy                                                                   | Czas    | Uwagi                      |
| ------- | --------------- | --------------------------------------------------------------------------- | ------- | -------------------------- |
| 1       | Belgia          | Julien Watrin, Jonathan Borlée, Dylan Borlée, Kévin Borlée                  | 2:59,25 | Q,                         |
| 2       | Bahamy          | Alonzo Russell, Chris Brown, Steven Gardiner, Stephen Newbold               | 2:59,64 | Q,                         |
| 3       | Kuba            | William Collazo, Adrian Chacón, Osmaidel Pellicier, Yoandys Lescay          | 3:00,16 | Q,                         |
| 4       | Brazylia        | Pedro Luiz de Oliveira, Alexander Russo, Peterson dos Santos, Hugo de Sousa | 3:00,43 | q,                         |
| 5       | Dominikana      | Yon Soriano, Luguelín Santos, Luis Charles, Gustavo Cuesta                  | 3:01,76 | SB                         |
| 6       | Wenezuela       | Arturo Ramírez, Omar Longart, Alberth Bravo, Freddy Mezones                 | 3:02,69 |                            |
| –       | Wielka Brytania | Nigel Levine, Delano Williams, Matthew Hudson-Smith, Martyn Rooney          | DSQ     | Przekroczenie strefy zmian |
| –       | Indie           | Kunhu Muhammed, Muhammad Anas, Ayyasamy Dharun, Arokia Rajiv                | DSQ     | Przekroczenie strefy zmian |

### Finał
| Pozycja | Tor | Państwo           | Zawodnicy                                                                   | Czas    | Uwagi |
| ------- | --- | ----------------- | --------------------------------------------------------------------------- | ------- | ----- |
| 1. !    | 5   | Stany Zjednoczone | Arman Hall, Tony McQuay, Gil Roberts, LaShawn Merritt                       | 2:57,30 | SB    |
| 2. !    | 3   | Jamajka           | Peter Matthews, Nathon Allen, Fitzroy Dunkley, Javon Francis                | 2:58,16 | SB    |
| 3. !    | 6   | Bahamy            | Alonzo Russell, Michael Mathieu, Steven Gardiner, Chris Brown               | 2:58,49 | SB    |
| 4       | 4   | Belgia            | Julien Watrin, Jonathan Borlée, Dylan Borlée, Kévin Borlée                  | 2:58,52 | NR    |
| 5       | 7   | Botswana          | Isaac Makwala, Karabo Sibanda, Onkabetse Nkobolo, Leaname Maotoanong        | 2:59,06 | NR    |
| 6       | 8   | Kuba              | William Collazo, Adrian Chacón, Osmaidel Pellicier, Yoandys Lescay          | 2:59,53 | SB    |
| 7       | 2   | Polska            | Łukasz Krawczuk, Michał Pietrzak, Jakub Krzewina, Rafał Omelko              | 3:00,50 |       |
| 8       | 1   | Brazylia          | Pedro Luiz de Oliveira, Alexander Russo, Peterson dos Santos, Hugo de Sousa | 3:03,28 |       |

Źródło: Rio 2016